# Sail Training International

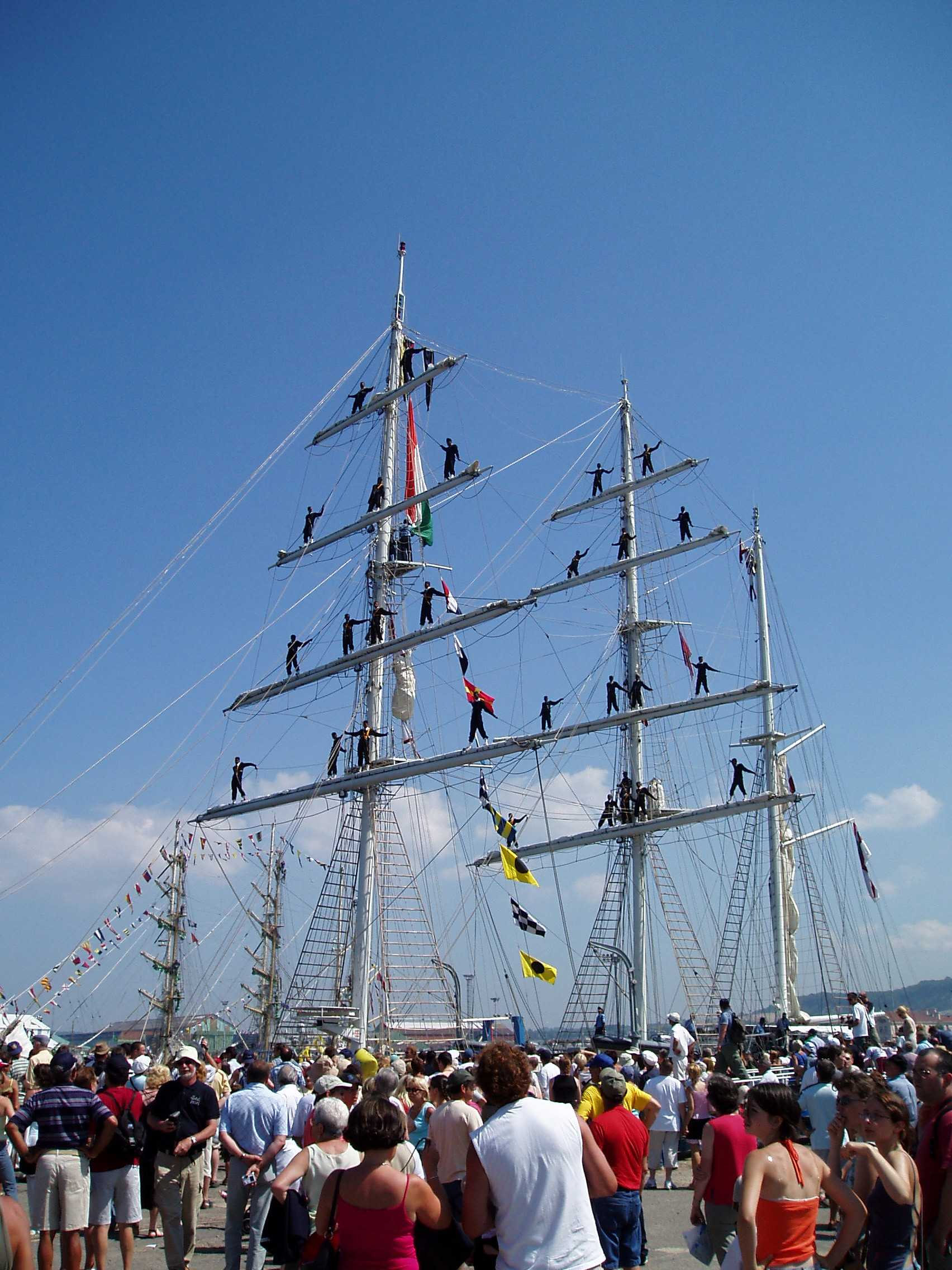
Von Sail Training International organisiert: Publikumsmagnet Tall Ships’ Races 2005 (im Abfahrtshafen Cherbourg)

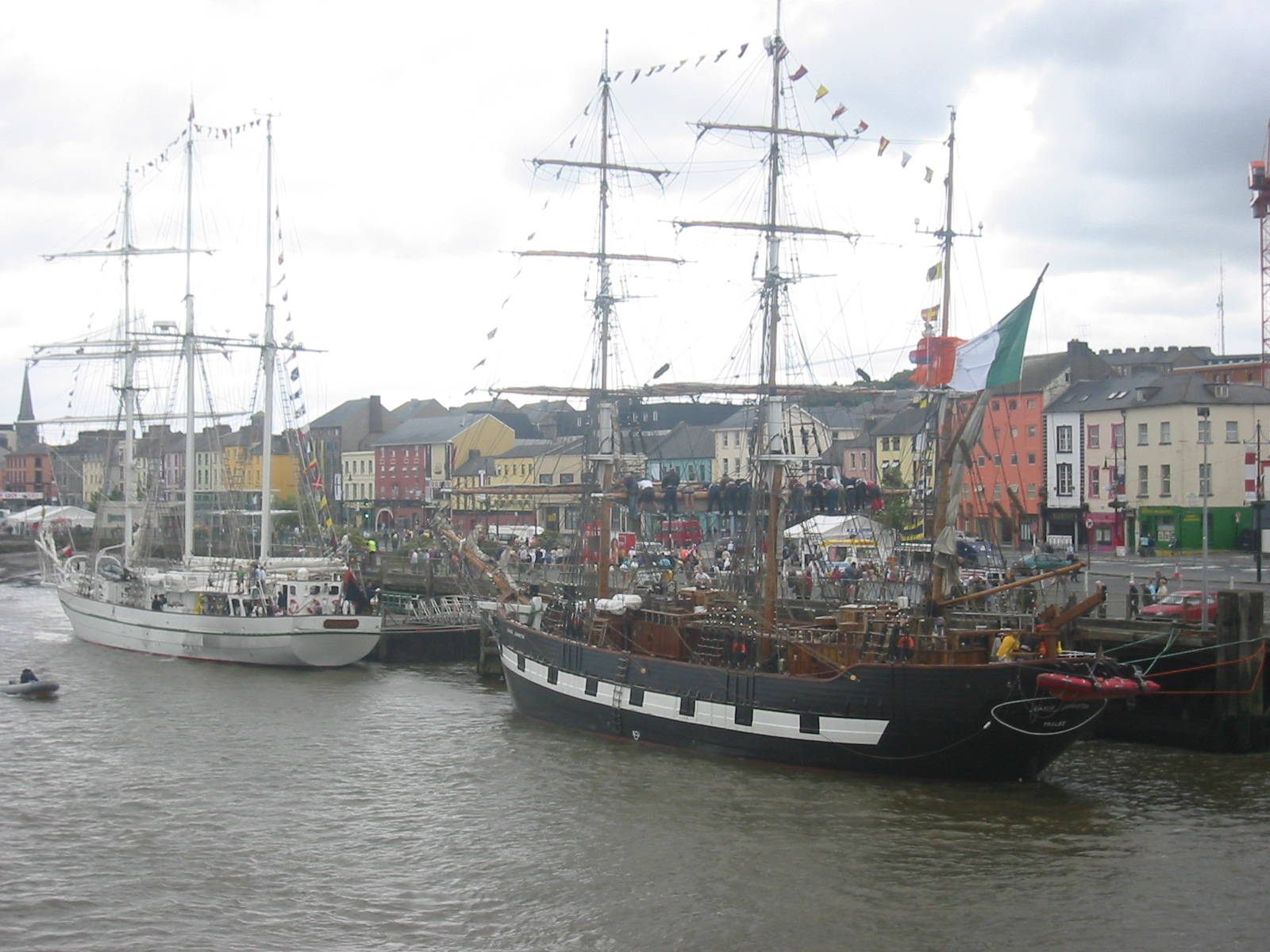
Tall Ships’ Races 2005 in Waterford (Irland)

Sail Training International ist der Name einer gemeinnützigen Organisation, deren Ziel die „Entwicklung und Erziehung junger Menschen aller Nationen, Kulturen und sozialer Hintergründe durch die Erfahrung einer Segelausbildung“ (wörtlich: sail training) ist. Der englischsprachige Begriff sail training enthält dabei nicht nur die allgemeine Segelausbildung im wörtlichen Sinne, sondern bezieht sich auf eine vor allem auf Großseglern durchgeführte Segelausbildung zum Ziel der persönlichen (physischen und psychischen) Entwicklung und Charakterbildung.
Sail Training International wurde 2002 von 20 nationalen Sail Training Associations (STAs) bzw. Organisationen, die Sail-Training-Aufgaben wahrnehmen, gegründet. Beteiligt waren die Organisationen von Australien, Belgien, den Bermudas, Dänemark, Deutschland, Finnland, Großbritannien, Irland, Italien, Lettland, Kanada, Neuseeland, den Niederlanden, Norwegen, Polen, Portugal, Russland, Schweden, Spanien und den Vereinigten Staaten von Amerika. Seit 2003 ist Sail Training International als gemeinnützige Organisation anerkannt.
Die Organisation veranstaltet verschiedene Aktivitäten wie Regatten, Seminare oder Konferenzen zum Thema „Sail Training“. Bekannt ist Sail Training International vor allem durch die Durchführung der Großsegler-Regatten „Tall Ships’ Races“, die inzwischen jährlich von Hunderttausenden von Schaulustigen verfolgt und/oder besucht werden.

## Vorgänger-Organisationen
1956 wurde in Großbritannien das Sail Training International Race Committee (STIRC) gegründet, um eine einmalige internationale Großsegler-Regatta zu organisieren. Aufgrund des großen Anklangs der Regatta in der Öffentlichkeit und bei den beteiligten Schiffen entstanden aus der ersten Regatta die regelmäßigen Tall Ships’ Races (1973–2003 unter dem Namen Cutty Sark Tall Ships’ Races), die weiterhin vom STIRC organisiert wurden. Sie wurde später von der britischen Sail Training Association bzw. der International Sail Training Association (ISTA) abgelöst, einer 100%igen Tochter der britischen Sail Training Association, deren Aufgabe es war, die Tall Ships’ Races weiterhin zu organisieren.
Die heutige Sail Training International wurde 2002 von den 20 weltweit existierenden Sail Training Associations und Organisationen, die landesweit den Gedanken des Sail Training fördern, gegründet, um die Aufgaben der ISTA an eine neue und unabhängige Organisation zu übertragen – eine Organisation, die den STAs der verschiedenen Staaten gehört und unter ihrer Kontrolle steht. Die Sail Training International hat einige Monate nach ihrer Gründung das Eigentum der ISTA sowie ihre Beschäftigten und die Verträge mit Regatta- und Veranstaltungshäfen übernommen.